# Iñ (digramme)
Cette page contient des caractères spéciaux ou non latins. S’ils s’affichent mal (▯, ?, etc.), consultez la page d’aide Unicode.
Pour les articles homonymes, voir IN.
Iñ (minuscule iñ) est un digramme de l'alphabet latin composé d'un I et d'un N tilde (Ñ). 

## Linguistique
- En breton le digramme « iñ » représente généralement les sons [ĩ] ou [ĩː].

## Représentation informatique
À la différence d'autres digrammes, il n'existe aucun encodage du Iñ sous la forme d'un seul signe. Il est toujours réalisé en accolant les lettres I et Ñ,.